# 小岩井ロックフェスティバル
小岩井ロックフェスティバル(こいわいロックフェスティバル、KOIWAI ROCK FESTIVAL ロックのほそ道 Supported by Vodafone)は、2003年8月23日（土）と8月24日（日）に小岩井農場野外特設会場（岩手県雫石町）で開催されたロックフェスティバル。
牧場の広大な敷地に2つのステージがあり、キャンプも可能であった。

## 主な出演アーティスト

### 2003年8月23日（土）
- ART-SCHOOL
- エレファントカシマシ
- 勝手にしやがれ
- 銀杏BOYZ
- くるり
- GO!GO!7188
- The Dismemberment Plan
- THE NEATBEATS
- THE HIGH-LOWS
- SHAKA LABBITS
- HUSKING BEE
- HAWAIIAN6
- BONNIE PINK
- MO'SOME TONEBENDER
- REACH/LA-PPISCH
- LOST IN TIME
- 惑星

### 2003年8月24日（日）
- アルファ
- ARB
- orange pekoe
- COOL DRIVE
- クラッシュ・イン・アントワープ
- GOING UNDER GROUND
- THE STAND UP
- THE BOOM
- ザ・ベイビースターズ
- script
- セツナブルースター
- detroit7
- 電撃ネットワーク
- 中尾諭介
- ハナレグミ
- 野狐禅
- YKZ
- What's Love?